# Chiesa dei Santi Giovanni e Paolo (Spoleto)
La chiesa dei Santi Giovanni e Paolo si trova nel centro storico di Spoleto, annessa a Palazzo Travaglini (poi Zacchei Travaglini), nell'antica vaita Filittèria, che in epoca tardo medievale era il quartiere bizantino della città. È una modesta costruzione di età romanica che dopo la consacrazione, avvenuta nel 1174, svolse funzioni parrocchiali.
Conserva all'interno affreschi che vanno dall'ultimo quarto del XII secolo al XVI, importanti testimonianze della cultura pittorica spoletina. Alcuni di essi sono stati attribuiti ad Alberto Sotio.

## Storia e descrizione
La chiesa dei Santi Giovanni e Paolo si compone di due edifici sovrapposti in comunicazione fra loro: il più antico, la cripta, è l'adattamento di una preesistente costruzione romana, avvenuto forse nel XI secolo; attualmente non è accessibile. Al di sopra venne costruita la chiesa, ad aula unica, con pietre conce e materiale di spoglio di epoca romana.

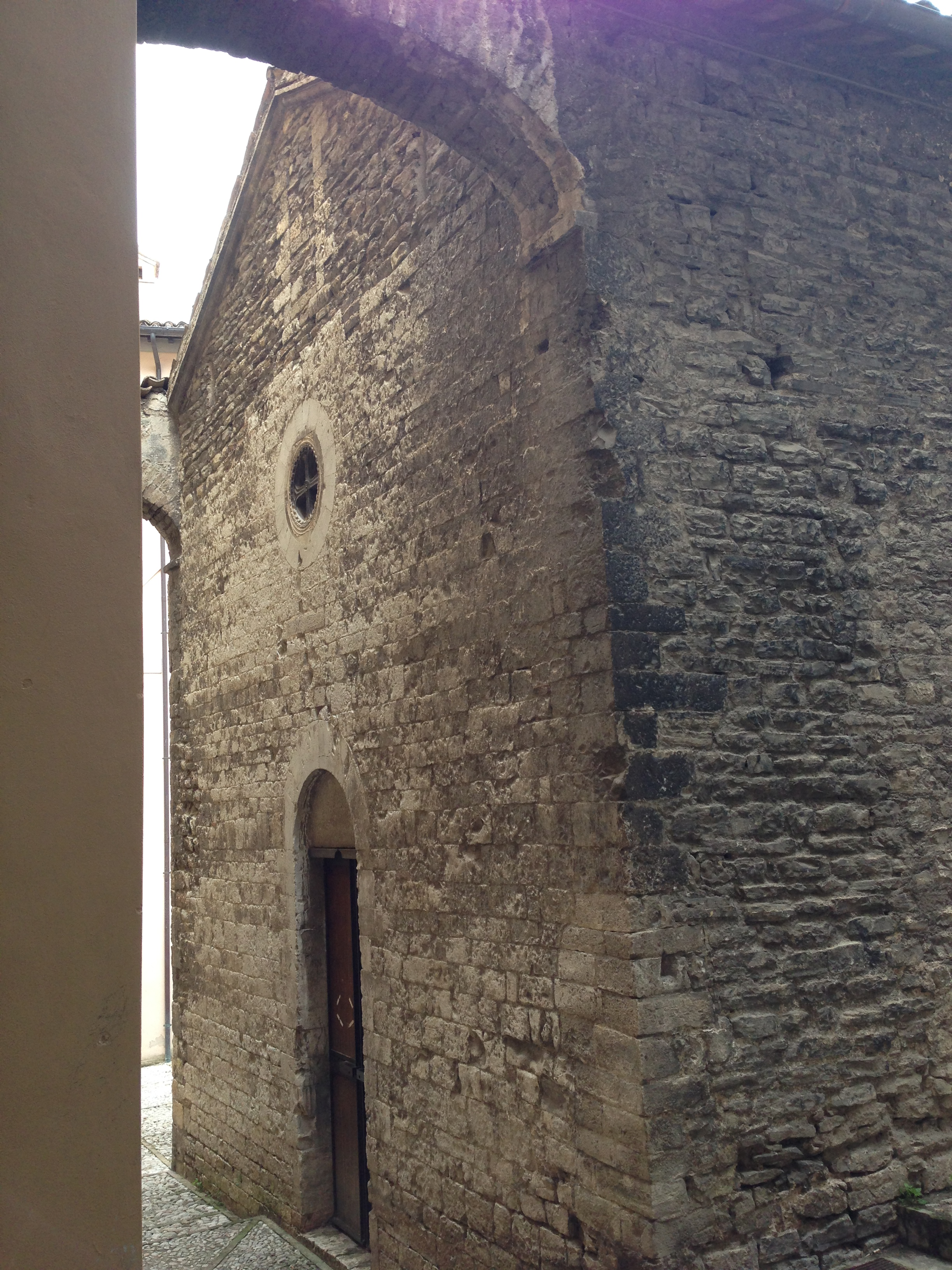
Facciata

La facciata è semplice e lineare, il portale è stretto e lunettato, ed il rosone è posto all'interno di una cornice quadrata. Sul muro esterno di sinistra, sotto uno spiovente, si intravede un grande affresco, Madonna con Bambino e quattro santi, datato XIII-XIV secolo,  molto rovinato e ridipinto.
L'interno presenta un presbiterio rialzato, aggiunto nel Cinquecento, con al centro un altare ligneo e affreschi coevi realizzati da Piermatteo Gigli (n. 1533- m. ?), pittore locale, imitatore di Giacomo Santoro, e prelato che nel 1565 assunse la cura della chiesa.
I conti Travaglini, divenuti nel 1755 proprietari dell'omonimo palazzo adiacente, potevano assistere alla funzioni religiose da un palco a loro riservato all'interno della chiesa, raggiungibile grazie ad un passaggio interno al palazzo stesso.
Durante i lavori di sterro e risanamento svolti sul finire degli anni Settanta, sono riemersi parti di pavimentazione e di murature di costruzioni precedenti, oltre ad un sarcofago in pietra protetto da una lastra.

## Gli affreschi
Gli affreschi sono stati studiati per la prima volta da Umberto Gnoli nel 1923. Una loro descrizione completa si trova in  Lamberto Gentili, Luciano Giacché, Bernardino Ragni e Bruno Toscano, L'Umbria, Manuali per il Territorio. Spoleto, 1978.
Sono stati restaurati malamente nel 1922 e nel 1926, ma in seguito sono stati liberati dai ritocchi e dalle ridipinture. Su pressioni dello stesso Gnoli nel 1925 venne approntata un'intercapedine allo scopo di salvaguardare gli affreschi della cripta dall'umidità.

### Gli affreschi cinquecenteschi
Nella parete di fondo del presbiterio, in occasione di importanti restauri, Piermatteo Gigli dipinse Madonna in gloria con il Bambino incoronata dagli angeli e accompagnata dai santi: Giovanni Battista, Giovanni arcivescovo, Giuseppe, Giovanni martire, Girolamo, Antonio di Padova, Maria Maddalena e Paolo martire; nei laterali disegnò iscrizioni di argomento mariano; sotto il trono pose l'immagine del Cristo Passo e nella volta incorniciò gli Evangelisti. Come da lui stesso dichiarato ai funzionari di Maffeo Barberini nel 1610, trascrisse l'antico atto di consacrazione della chiesa in un'iscrizione sulla destra del presbiterio.

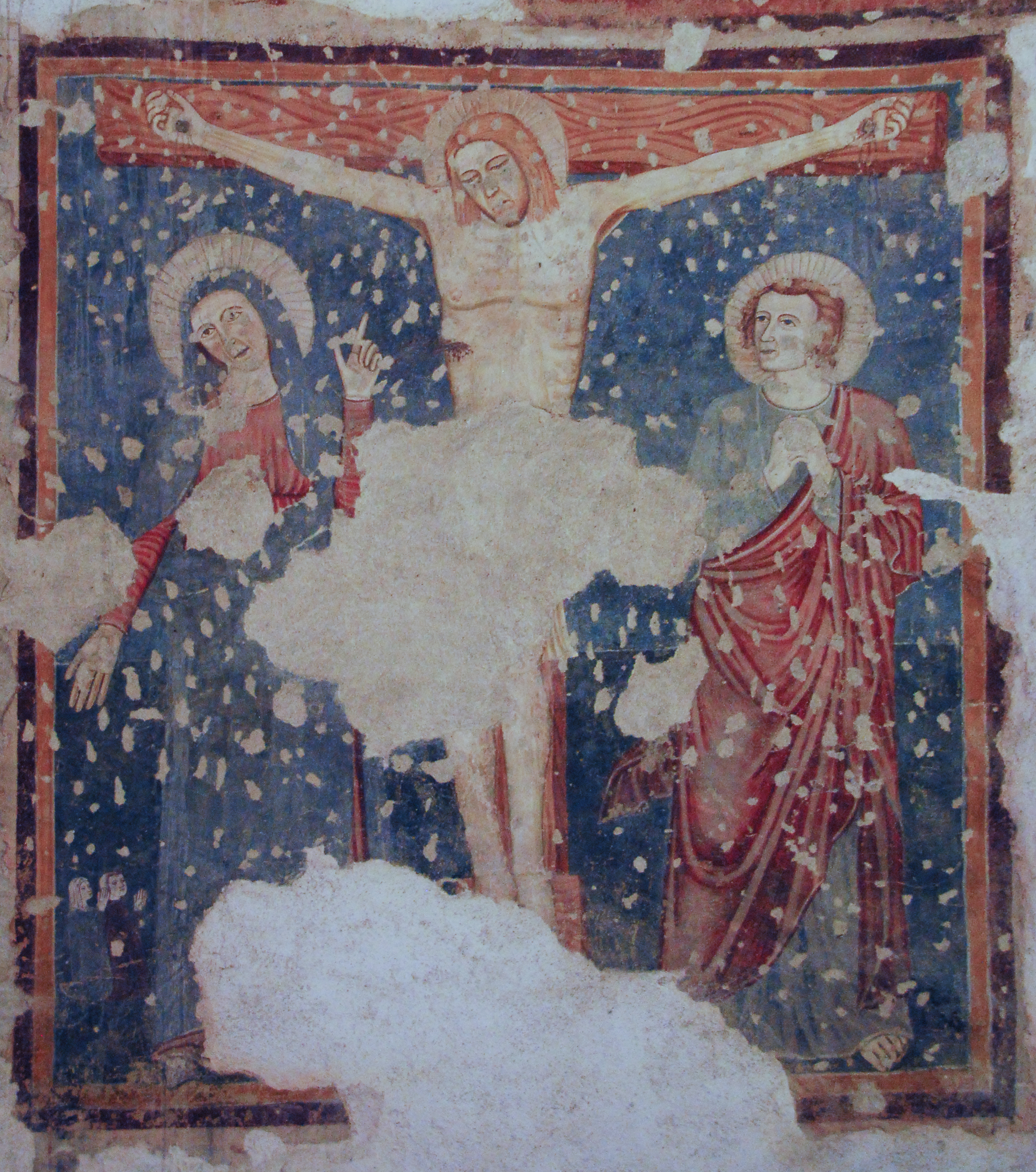
Crocifissione

### Gli affreschi più antichi
Alcuni degli affreschi presenti alle pareti dell'unica navata sono:
- Banchetto di Erode con la danza di Salomè. Di epoca romanica, vi sono rappresentati un re e una regina coronati a tavola con una danzatrice, che si ritiene possa essere Salomè, anche se manca qualsiasi allusione a Giovanni Battista.

Umberto Gnoli attribuì il dipinto ad Alberto Sotio, ma successive valutazioni, pur riconoscendo l'influenza dell'artista spoletino, non sono risalite a una paternità certa.
- Figure di santi: san Michele Arcangelo, santa Margherita di Antiochia, san Taddeo. Realizzati in epoca romanica, sono stati attribuiti a un seguace del Sotio.
- San Leonardo, san Gregorio Magno e santa Caterina. Sono stati attribuiti al Maestro di Eggi e datati fra il 1445 e il 1449[9].
- Madonna della cintola e san Francesco d'Assisi. Si presenta assai deperito; risalente al XIII secolo, è una delle rappresentazioni più antiche del santo d'Assisi, di autore sconosciuto[2].
- Crocifissione, di anonimo del Quattrocento.
- Madonna del latte, affresco votivo del Quattrocento.
- Nel sottotetto sono presenti frammenti di affreschi del Maestro delle Palazze di fine secolo XIII[10].Crocifisso di Alberto Sotio, nel Duomo di Spoleto

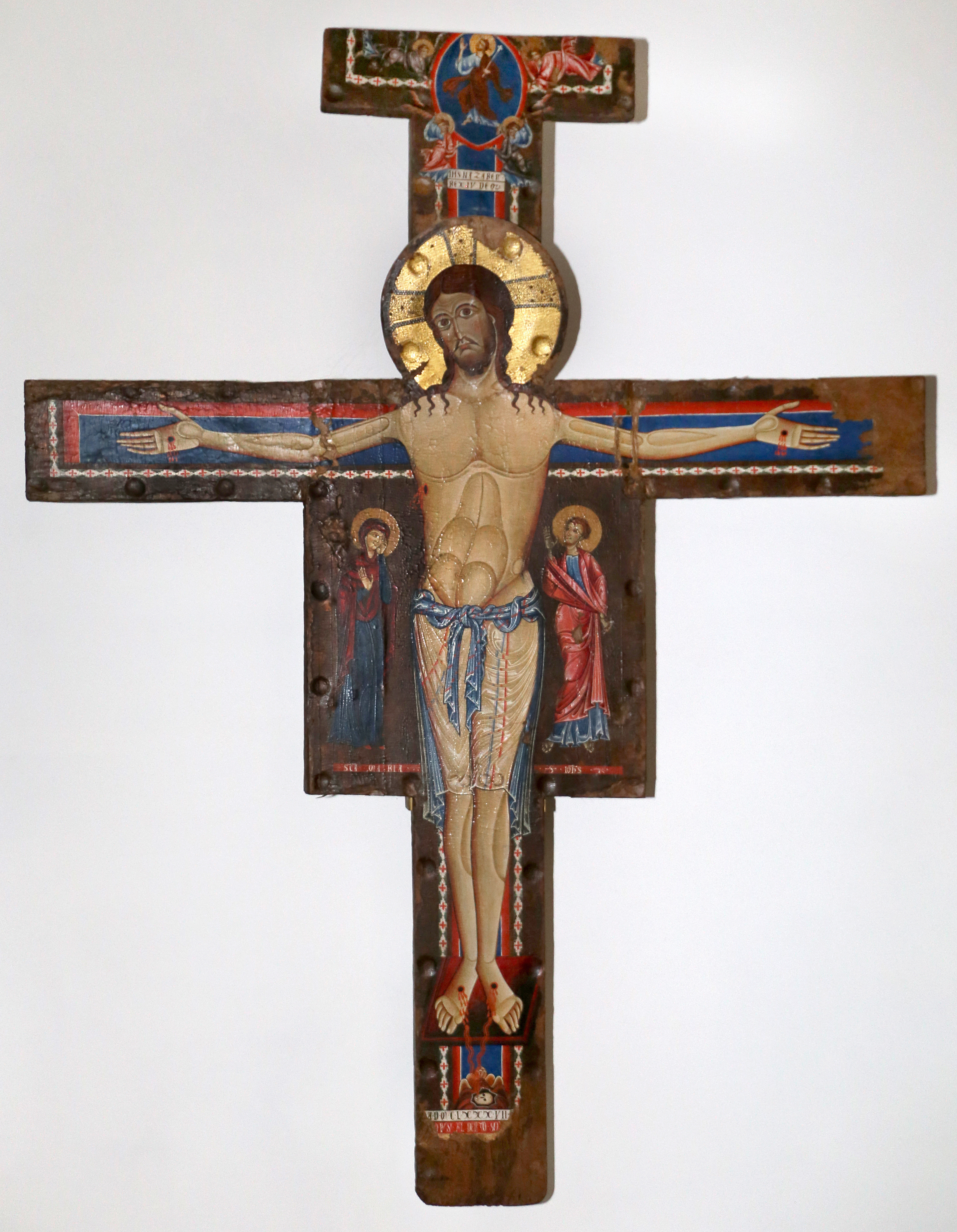
Crocifisso di Alberto Sotio, nel Duomo di Spoleto

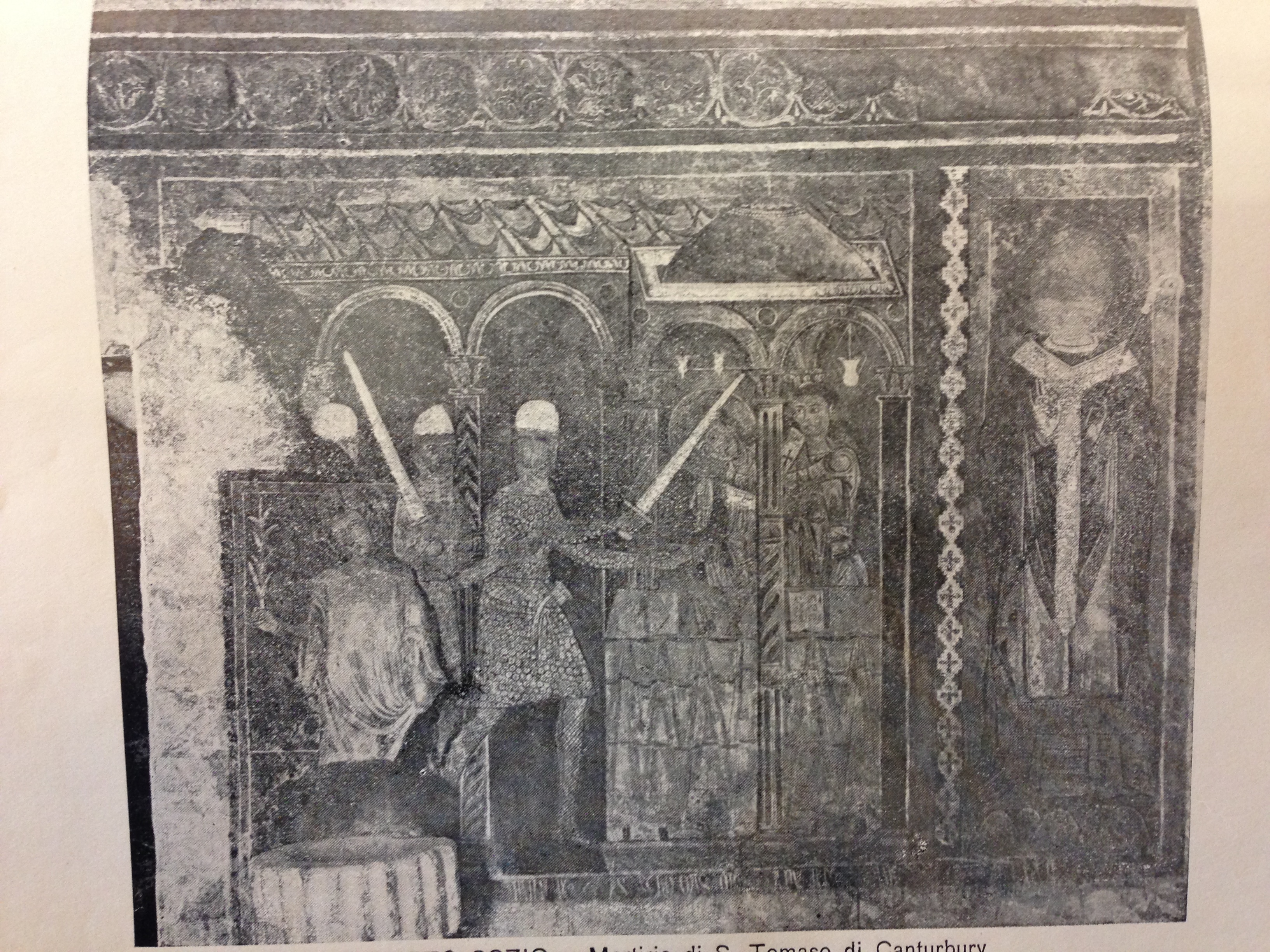
Martirio di Thomas Becket. Immagine contenuta nell'opera di Umberto Gnoli, Pittori e miniatori nell'Umbria. Spoleto 1923

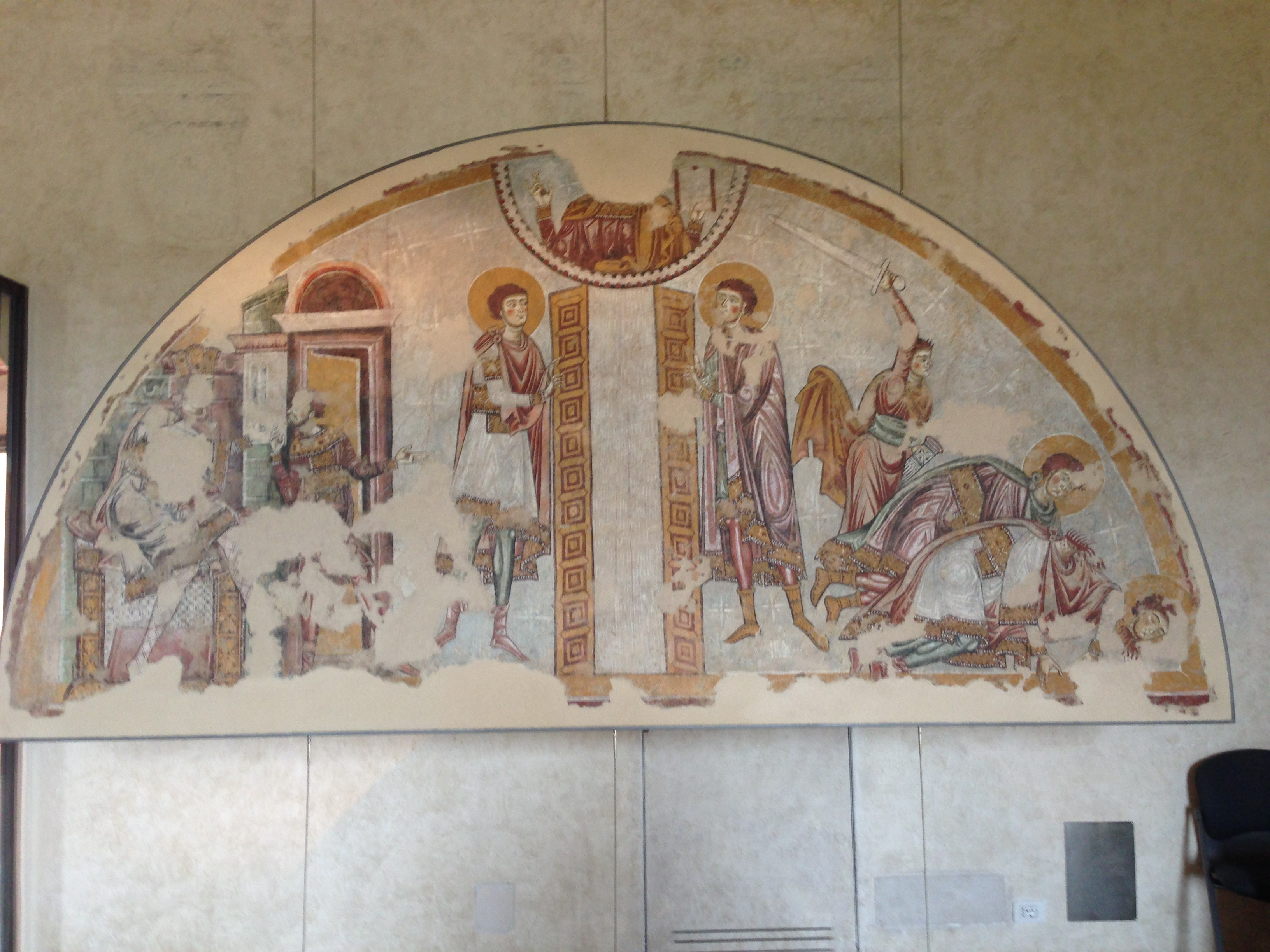
Martirio di San Giovanni e San Paolo

### Gli affreschi attribuiti ad Alberto Sotio
Umberto Gnoli attribuì tre degli affreschi ad Alberto Sotio: 
- Banchetto di Erode con la danza di Salomè
- Martirio dei santi Giovanni e Paolo
- Martirio di Thomas Becket

L'attribuzione nacque dal confronto stilistico fra gli affreschi e il Crocifisso dipinto su pergamena distesa su una croce di legno alta 2,78 m. e larga 2 m., firmata e datata 1187, posta nel 1877 all'interno del Duomo di Spoleto, nella cappella della navata di sinistra. Sembra che in origine l'opera fosse collocata sull'altare maggiore della chiesa dei santi Giovanni e Paolo.
Sia il confronto tra le opere sia questa circostanza hanno spinto Gnoli e la critica successiva a ipotizzare uno stretto rapporto fra le opere, ma una recente ricerca monografica terminata nel 1987, condotta per l'Università Ludwig Maximilian di Monaco sugli affreschi più antichi, ha sollevato dubbi e interrogativi, rimasti ancora senza risposta.

### Studi recenti
Ritenendo che gli altri affreschi non fornissero contributi in merito alla ricostruzione della decorazione pittorica della chiesa, la ricerca si è concentrata su due in particolare, individuando tra loro una cronologia di circa 80 anni, dal 1174 al secondo quarto del XIII secolo: 
- Martirio dei santi Giovanni e Paolo

Si trovava all'interno della cripta in una lunetta; l'affresco alto cm. 128 e largo 238, staccato nel 1961,  attualmente è conservato presso il Museo Nazionale del Ducato di Spoleto. Vi è raffigurato in tre scene il martirio dei santi titolari, Giovanni e Paolo: si scorgono da un lato l'imperatore Giuliano, in costume bizantino, insieme al prefetto Terenziano; nell'altro lato il carnefice che ha già decapitato uno dei due santi e si appresta a fare lo stesso con l'altro; al centro i due santi verso la porta del Paradiso e in alto Dio Padre. 
- Martirio di Thomas Becket

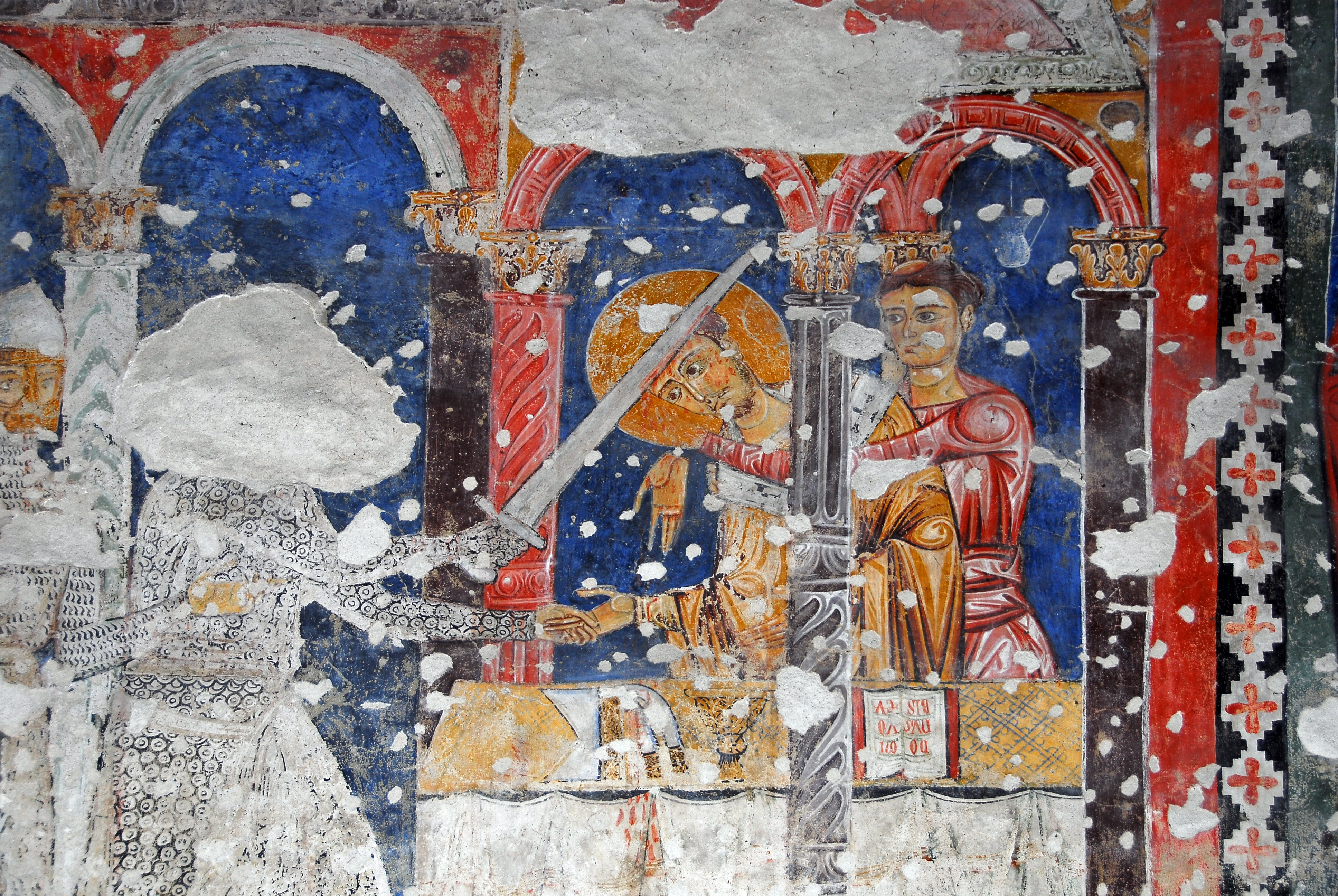
Martirio di Thomas Becket fotografato nel 2007

Si trova sul muro di sinistra della chiesa; raffigura l'assassinio dell'arcivescovo di Canterbury. Il soggetto rappresentato si riferisce a un evento politico scottante, la controversia tra il cancelliere del regno di Inghilterra Enrico II e l'arcivescovo, culminato con il suo assassinio all'interno della cattedrale di Canterbury nel 1170. Tuttavia, secondo una valutazione sul piano storico ben argomentata nella ricerca, l'affresco potrebbe anche alludere a un fatto di storia locale: la lotta tra papato ed impero, cioè fra Gregorio IX, Innocenzo IV e Federico II per il possesso del Ducato di Spoleto.
Nel primo caso la datazione dell'opera potrebbe coincidere con la canonizzazione di Becket avvenuta nel 1173, appena un anno prima della consacrazione della chiesa. Nel secondo caso la realizzazione dell'affresco si sposterebbe a dopo il 1227, quando la lotta fra papato e impero rinnova in Italia i presupposti ideologici che avevano fatto da sfondo all'assassinio di Becket. A sostegno di questa seconda ipotesi c'è anche il fatto che il culto del santo si diffuse maggiormente dopo la traslazione delle ossa, avvenuta nel 1220, nella cappella della SS. Trinità all'interno della cattedrale di Canterbury.

Alla destra dell'affresco e in continuità con esso, c'è la rappresentazione frontale in veste vescovile di san Nicola di Bari la cui testa, forse originariamente in scultura, è andata perduta.

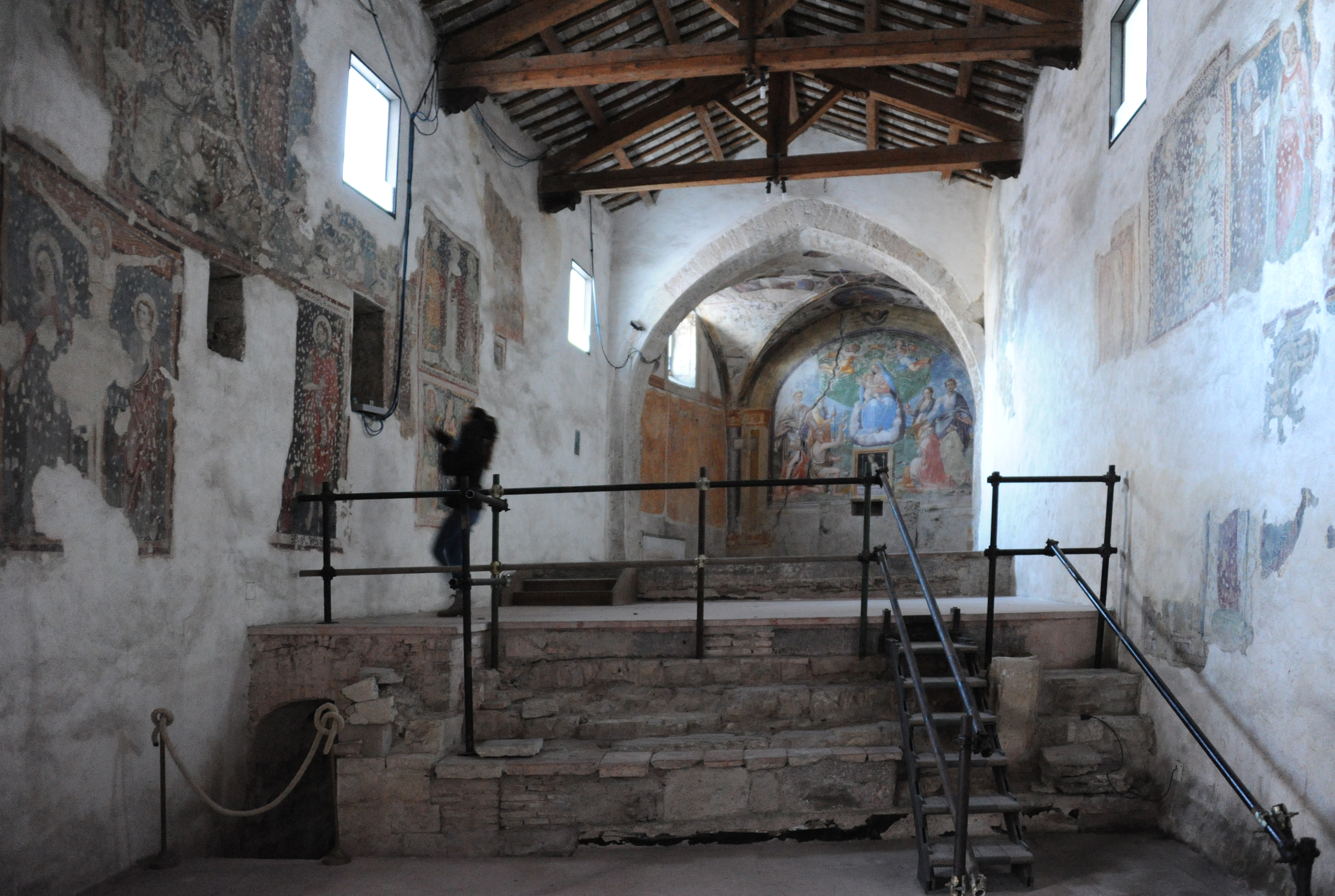
Interno

Le conclusioni della ricerca hanno ipotizzato per i due affreschi due mani qualitativamente differenti se pur in stretta collaborazione. Le differenze riguardano il trattamento pittorico, la composizione e l'impianto delle figure.
Ulteriori confronti stilistici hanno individuato affinità tra gli affreschi spoletini e alcune figure all'interno della chiesa di San Silvestro di Tivoli, all'interno della cattedrale di Santa Maria di Anagni, nell'affresco di san Magno di Anagni, e nell'abbazia benedettina di Subiaco.

## Attualmente
Dopo un lungo periodo di chiusura, dal 2015 la chiesa si può visitare in alcuni giorni della settimana.
Sempre nel 2015 le campane, a lungo rimaste nei magazzini comunali, sono state rimontate nella cella campanaria.

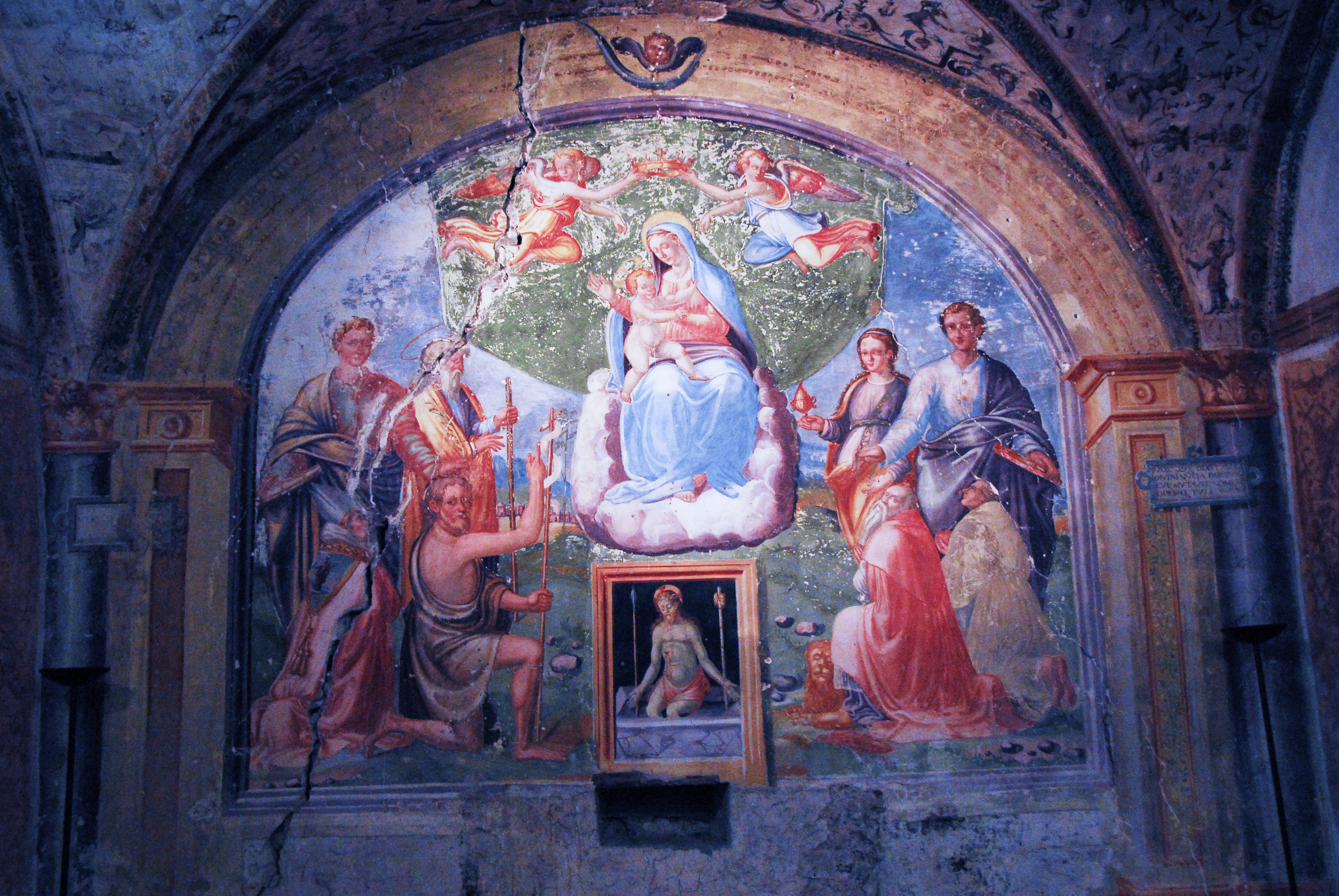
Madonna in gloria col Bambino di Piermatteo Gigli